# Mother (chanson de Pink Floyd)
Pour les articles homonymes, voir Mother.
Pistes de The Wall
Another Brick in the Wall (Part 2) Goodbye Blue Sky
Mother est une chanson du groupe de rock progressif britannique Pink Floyd écrite par Roger Waters. Elle apparaît sur l'album The Wall sorti en 1979. Sur l'édition originale en vinyle, Mother clôturait la première face du double album, suivie par Goodbye Blue Sky qui ouvrait la deuxième.

## Composition
La chanson assez calme utilise plusieurs instruments tels que la guitare acoustique, l'orgue, le piano, la batterie, la basse et la guitare électrique. Au début, Roger Waters chante le couplet, et David Gilmour suit Waters pour chanter le refrain de la chanson. Ensuite vient un solo de guitare, puis Waters chante l'autre couplet et Gilmour le suit encore. La chanson se termine calmement avec pour seul instrument la guitare acoustique accompagnée de la voix de Waters qui chante le dernier vers.
Musicalement, cette chanson a donné au groupe de vrais défis à relever en studio, surtout avec ses changements constants de mesure. Mother est en sol majeur (G) et est apparemment une ballade aux accents country des plus banales, mais la chanson n'a pas un tempo vraiment reconnaissable, et, en termes strictement musicaux, le nombre de battements sur la barre des rythmes est constant. La guitare démarre sur un diddley beat lent alternant des demi-mesures à temps simple et à temps composé dans une seule mesure (rythme trinaire), qui permet une grande variation de contretemps, puis se complexifie. Le fait est que Roger Waters aimait adapter la musique à ses paroles, et si quelques phrases de la chanson étaient trop longues, le tempo changeait pour s'y conformer. Quand la batterie commençait, c'était un vrai défi de l'écrire sur une notation musicale standard. C'était probablement plus compréhensible de le noter en alternant des signatures de 5/8 ou 4/4 avec tout d'un coup un changement pour 6/8 pour « mother will she break my heart ? » avant de revenir au tempo country blues de 12/8 pour « mamma's gonna make all your nightmares come true ». Et soudain, les paroles réclament une mesure 9/8 pour la phrase « mamma's gonna keep baby cosy and warm » avant de revenir à la mesure 12/8. David Gilmour a expliqué : « Nick [Mason] jouait bien sûr sur l'album, mais pour Mother il n'y arrivait vraiment pas, alors on a fait appel à Jeff Porcaro ».

## Analyse des paroles
Comme toutes les chansons de The Wall, Mother raconte une partie de l'histoire de Pink, le personnage principal de l'histoire. Ici, il est aux prises avec sa mère surprotectrice à qui il pose des questions concernant son avenir. Sa mère lui répond qu'elle réglera tous ses problèmes et qu'elle jugera de son bien-être,.
Beaucoup de traits psychologiques de Roger Waters se retrouvent dans The Wall, particulièrement le fait que Waters a perdu son père au cours de la Seconde Guerre mondiale. Sa relation avec sa mère était alors très forte ; c'est ce qu'on peut voir dans la chanson. Il explique la chanson ainsi : « Elle [la mère de Pink] est trop protectrice, en fait. C'est ce qu'elle est. Envahissante et trop protectrice, comme le sont la plupart des mères. Si on peut reprocher quelque chose aux mères, c'est qu'elles ont tendance à surprotéger leurs enfants, à mon avis, et trop longtemps. C'est tout. Une femme que je connais m'a appelé l'autre jour en me disant, qu'après avoir écouté l'album et la chanson Mother, qu'elle avait aimé, elle s'était sentie coupable. Maintenant elle a trois enfants. J'étais intéressé et content que ça lui ait apporté quelque chose. Si ça peut vouloir dire quelque chose pour beaucoup de monde, alors j'en suis ravi. C'est difficile, et encore plus difficile quand tu grandis et plus tard dans ta vie, de réagir en fonction de ta propre personnalité et non comme si tu étais un prolongement de ta mère. De la même façon, ces professeurs trop autoritaires peuvent te détruire. Je t'avertis, c'est différent parce que j'ai des sentiments très hostiles à l'égard des profs qui ont essayé de me descendre quand j'étais petit. Je n'ai jamais ressenti ça pour ma mère, même si je reconnais que certaines choses qu'elle a faites m'ont rendu l'existence plus difficile en grandissant ».
A mesure que la chanson défile, le personnage semble se livrer de plus en plus intimement à sa mère. Il va jusqu'à l'interroger sur des points personnels de sa vie, que l'on suppose être ses sentiments amoureux (3e couplet) : "Mère, crois-tu qu'elle est assez bien pour moi? Mère, crois-tu qu'elle est dangereuse pour moi? Mère, crois-tu qu'elle va déchirer ton petit garçon? Mère, crois-tu qu'elle va briser mon coeur?" (en anglais dans la version originale : "Mother do you think she's good enough for me? Mother do you think she's dangerous to me? Mother will she tear your little boy apart? Mother will she break my heart?").
La dernière phrase de la chanson est « Mother did it need to be so high? » (« Maman, avait-il besoin d'être si haut? »), en parlant du mur. En effet, la chanson raconte également comment sa mère l'aide à construire son « mur », pour le protéger. Le personnage se demande finalement si cette protection, même maternelle, ne lui porte pas préjudice... Par contre, en spectacle, Waters termine parfois avec la variante « Mother didn't mean to get so high? ».

## Version du film
Dans l'adaptation cinématographique de l'album, The Wall, le passage de "Mother" montre l'incapacité de Pink à se détacher de la tutelle de sa Mère. Incapacité qui se traduit par le déclin de sa relation avec son épouse (celle-ci ira jusqu'à se détacher de lui, après maints efforts, et finit par trouver un "substitut" de Pink dans le chef de file d'un groupe pacifique). On peut evidemment y percevoir l'influence de la théorie freudienne : un complexe d'Œdipe inversé (le père mort, la mère toute puissante et possessive, le fils incapable d'aimer nulle autre que sa propre mère (lui demandant sans cesse son avis, etc : "mother do you think sh's good enough for me ? ")

## Personnel
- Roger Waters - chant, guitare acoustique
- David Gilmour - chant, guitare électrique, basse
- Richard Wright - orgue, piano, synthétiseur
- Jeff Porcaro - batterie